# Setra S 215 SL
Le Setra S 215 SL est un autobus standard fabriqué et commercialisé par le constructeur allemand Setra Kässbohrer, filiale du groupe EvoBus. La version articulé était également disponible, nommé SG 219 SL.
Les Setra S 215 SL et SG 219 SL remplacent les S 130 S et SG 180. Ils seront remplacés pars les S 315 NF / S 319 NF ainsi que le S 300 NC.

## Préservation

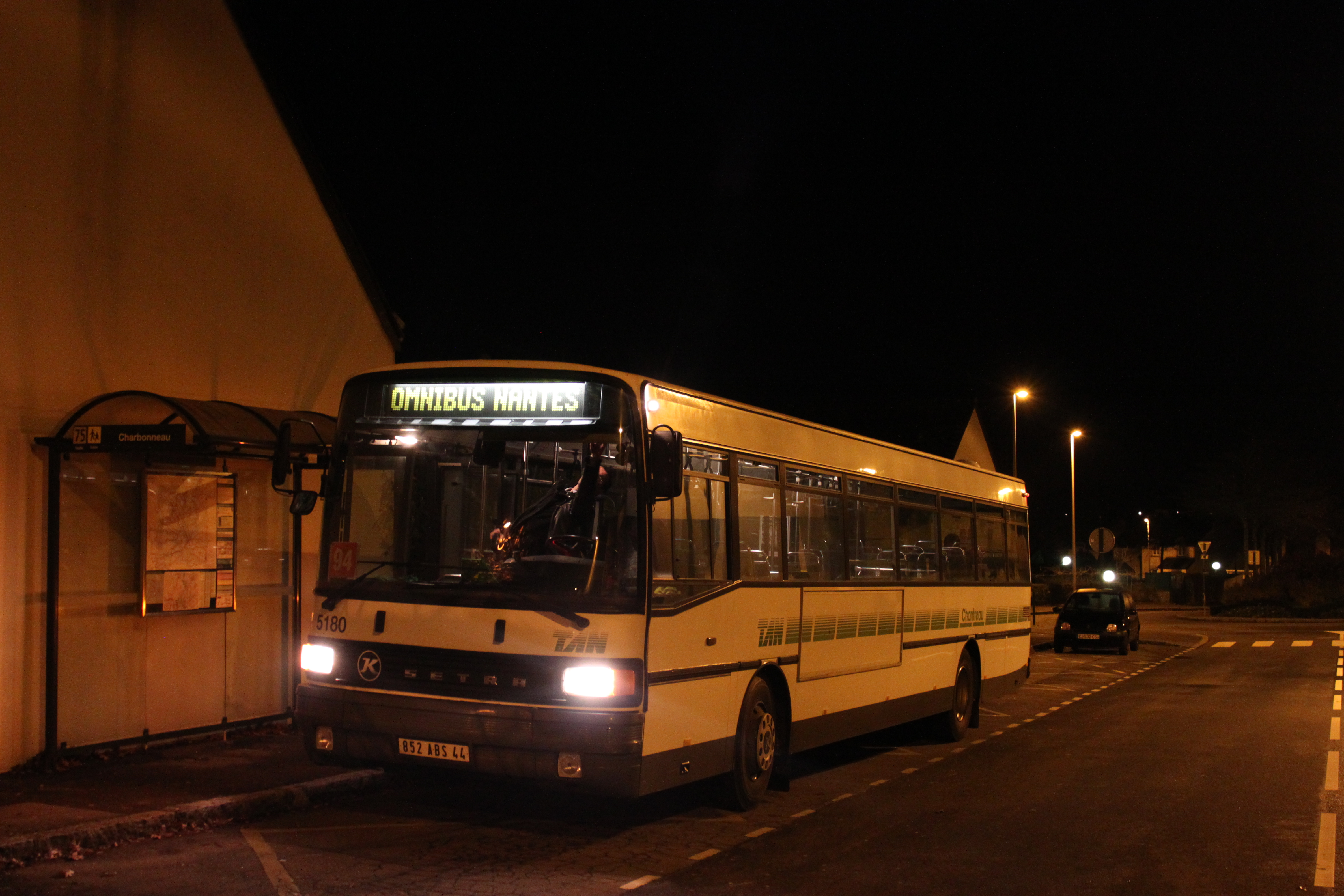
Setra S 215 SL de l'association Omnibus Nantes.

Setra S 215 SL : n°5180 TAN par l'association Omnibus Nantes.